# Таласка област
Таласка област (на киргизки: Талас областы) е една от 7-те области на Киргизстан. Площ 11 400 km² (най-малката по територия в Киргизстан, 5,7% от нейната площ). Население на 1 януари 2019 г. 263 500 души (най-малката по население в Киргизстан, 4,14% от нейното население). Административен център град Талас. Разстояние от Бишкек до Талас 296 km.

## Историческа справка
Единственият град в областта Талас е признат за такъв на 22 юни 1944 г. На същата дата е образувана и Таласка област, която след 12 години, на 18 февруари 1956 г. е закрита и територията ѝ е присъединена към съществуващата тогава Фрунзенска област. На 3 септември 1980 г. областта отново е възстановена в старите си граници, но на 5 октомври 1988 г. с Указ на Президиума на Върховния Съвет на Киргизската ССР областта отново е закрита и територията ѝ е присъединена към районите с републиканско подчинение. На 14 декември 1990 г. с указ на ПВС на Киргизската ССР за трети път е създадена в старите си граници.

## Географска характеристика
Таласка област заема северозападната част на Киргизстан. На югозапад граничи с Узбекистан, на запад и север – с Казахстан, на изток – с Чуйска област и на юг – с Джалалабадска област. В тези си граници заема площ от 11 400 km² (най-малката по територия в Киргизстан, 5,7% от нейната площ). Дължина от запад на изток 230 km, ширина от север на юг 60 km.
Областта е разположена в северозападната част на планината Тяншан. По цялото ѝ протежение от изток на запад се простира обширната и плодородна Таласка долина, заградена на север от южните склонове на Киргизкия хребет (4102 m), а на юг – от северните склонове на хребета Таласки Алатау (връх Манас 4482 m, 42°18′32″ с. ш. 71°08′38″ и. д. / 42.308889° с. ш. 71.143889° и. д.), най-високата точка на областта. По дъното на Таласката долина протича река Талас, водите на която заедно с тези на многобройните и къси, но бурни реки се използват за напояване. На нея е изградено Кировското водохранилище.

## Население, социално-икономически показатели
На 1 януари 2019 г. населението на Таласка област е наброявало 263 500 души (4,14% от населението на Киргизстан). Гъстота 23,1 души/km². Градско население 14,3%.; работещи: 95 300 (2008); регистрирани безработни: 2136 (2008); експорт: 14,6 млн. долара (2008); импорт: 193,3 млн. долара (2008); директни чуждестранни инвестиции (2008): 30,4 млн. долара.
Етнически състав: киргизи 91,9%, кюрди 2,45%, руснаци 1,92%, казахи 1,34%, узбеки 0,78%, турци 0,68% и др.

## Административно-териториално деление
В административно-териториално отношение Таласка област се дели на 4 административни района, 1 град с областно подчинение, селища от градски тип няма.
| Административна единица    | Площ (km²) | Население (2018 г.) | Административен център | Население (2018 г.) | Разстояние до Талас (в km) | Други градове и сгт с районно подчинение |
| -------------------------- | ---------- | ------------------- | ---------------------- | ------------------- | -------------------------- | ---------------------------------------- |
| Град с областно подчинение |            |                     |                        |                     |                            |                                          |
| 1. Талас                   | 13         | 37 700              | гр. Талас              | 37 700              | -                          |                                          |
| Административен район      |            |                     |                        |                     |                            |                                          |
| 1. Бакайатински            | 2928       | 51 000              | с. Бакай Ата           | 6834                | 25                         |                                          |
| 2. Карабуурински           | 4216       | 65 800              | с. Къзъл Адир          | 10 789              | 60                         |                                          |
| 3. Манаски                 | 1198       | 36 400              | с. Покровка            | 7419                | 91                         |                                          |
| 4. Таласки                 | 5051       | 68 100              | с. Манас               | 4199                | 26                         |                                          |